# Aubignan
Aubignan – miejscowość i gmina we Francji, w regionie Prowansja-Alpy-Lazurowe Wybrzeże, w departamencie Vaucluse.
Według danych na rok 1990 gminę zamieszkiwało 3347 osób, a gęstość zaludnienia wynosiła 213 osób/km² (wśród 963 gmin regionu Prowansja-Alpy-W. Lazurowe Aubignan plasuje się na 182. miejscu pod względem liczby ludności, natomiast pod względem powierzchni na miejscu 580.).